# Jules Houplain
Jules Houplain (* 4. Februar 1998) ist ein französischer Schauspieler.

## Leben
Der 1998 in Frankreich geborene Jules Houplain hatte mit siebzehn Jahren seinen ersten Auftritt in der Komödie On voulait tout casser und die ersten Auftritte in der TV-Serie Cassandre, das Jahr darauf folgte der Kurzfilm Taro. Sein Durchbruch erfolgte mit dem 2016 erschienenen Spielfilm Baisers cachés (Heimliche Küsse), der sich gegen Homophobie wendet und in dem er an der Seite von  u. a. Patrick Timsit und Catherine Jacob eine der beiden Hauptpersonen, den Louis, spielt. 2018 folgte die TV-Serie Les innocents (Remake von Eyewitness – Die Augenzeugen) und der Film D’un monde à l’autre, ein weiterer Spielfilm mit ihm, Celle que vous croyez (So wie du mich willst) hatte im Rahmen der 69. Internationalen Filmfestspiele Berlin im Februar 2019 seine Premiere.

## Filmografie (Auswahl)
- 2015: On voulait tout casser
- 2015: Cassandre (TV-Serie, mehrere Episoden)
- 2015: Heimliche Küsse (Baisers cachés)
- 2016: Taro (Kurzfilm)
- 2015–18: Les Innocents (TV-Serie)
- 2018: D’un monde à l’autre
- 2019: So wie du mich willst (Celle que vous croyez)
- 2019: Itinéraire d’une maman braqueuse
- 2020: Die Bestie von Bayonne (La promesse, Miniserie)
- 2021: HIP: Ermittlerin mit Mords-IQ (HPI: Haut Potentiel Intellectuel, Fernsehserie, 1 Folge)
- 2022: Parallel Worlds (Parallèles, Fernsehserie)
- 2022: Lockdown Tower (La Tour)
- 2024: Parents à perpétuité (Fernsehfilm)